# Cercion malayanum
Cercion malayanum är en trollsländeart som först beskrevs av Selys 1876.  Cercion malayanum ingår i släktet Cercion och familjen dammflicksländor. IUCN kategoriserar arten globalt som livskraftig. Inga underarter finns listade i Catalogue of Life.